# درنیک گابریلیان
درنیک آبرامی گابریلیان (ارمنی: Դերենիկ Աբրամի Գաբրիելյան؛ زادهٔ ۱۷ آوریل ۱۹۴۴) بوکسور مرد اهل ارمنستان است.

## زندگی‌نامه
وی در ۱۷ آوریل ۱۹۴۴ در ماداغیس، استان مارتاکرت به دنیا آمد . وی برنده جوایزی همچون مدال موسس خورناتسی (۱۹۹۹)، آموزگار شایسته جمهوری ارمنستان، مربی شایسته ارمنستان شوروی است.